# آنا ماريا موتسارت
ماريا آنا فالبورغ موتسارت (بالألمانية: Anna Maria Walburga Mozart) (لقبها السابق بيرتل (بالألمانية: Pertl)) هي سيدة نمساوية ووالدة الموسيقار المشهور فولفغانغ موتسارت. ولدت في يوم 25 ديسمبر 1720 في قرية سانت جيلين في النمسا قرب سالزبورغ، تزوجت من ليوبولد موتسارت في سنة 1747 وأنجبا 7 أبناء، أصغرهم كان الموسيقار فولفغانغ أماديوس موزارت وكذلك شقيقته ماريا آنا موتسارت، توفيت في يوم 3 يوليو 1778.